# هورست بومه
هورست بومه (به آلمانی: Horst Böhme) (زاده ۲۴ اوت ۱۹۰۹ - درگذشته ۱۰ آوریل ۱۹۴۵) یک کارمند آلمانی اس‌اس در دوران نازی ها بود . او در SD، سرویس اطلاعاتی اس اس، خدمت می کرد.